# Edificio Martinelli
L'Edificio Martinelli est un gratte-ciel de bureaux de 108 mètres de hauteur, construit à São Paulo, au Brésil, de 1922 à 1934. L'immeuble est une première fois inauguré en 1929 avec 12 étages, mais la construction continua jusqu'en 1934 et l'immeuble est complété avec 30 étages.

## Histoire
Il s'agit du plus ancien gratte-ciel du Brésil. Il est le plus haut immeuble de São Paulo et du Brésil jusqu'à la construction de l'Altino Arantes en 1947.
L'immeuble est construit par le commendatore Giuseppe Martinelli, un riche constructeur de navires immigré d'Italie, qui habitait avec sa famille dans une maison de 4 étages au sommet de l'immeuble, tout en disposant d'un ascenseur privé et d'un jardin. Du fait de difficultés financières, en 1934 Martinelli vend l'immeuble au gouvernement italien. En 1943, le Brésil s'engageant dans la Seconde Guerre mondiale contre l'Axe, toutes les propriétés italiennes furent confisquées par le gouvernement brésilien, dont cet immeuble.
Durant les années 1950, le bâtiment fut occupé par des familles pauvres pendant de nombreuses années. D'autre part, plusieurs partis politiques ont eu leur siège dans cet immeuble.
Il abrite dès 1929 les premières publicités lumineuses de São Paulo, qui, toutefois, furent retirées quelques années plus tard.
Le cabinet d'architectes Irmãos Lacombe construit l'Edificio Martinelli dans un style néo-classique, tandis que l'ingénierie du bâtiment est l’œuvre de Walter Merlo.
L'immeuble est entièrement restauré de 1975 à 1979,  avant d'être classé monument historique en 1992. 